# Hans Lagerqvist
Hans Ture Lennart Lagerqvist (ur. 28 kwietnia 1940 w Göteborgu, zm. 22 lipca 2019 w Spånga) – szwedzki lekkoatleta, specjalista skoku o tyczce.
Wystąpił w skoku o tyczce na mistrzostwach Europy w 1966 w Budapeszcie, ale nie zaliczył żadnej wysokości w kwalifikacjach. Zajął 8. miejsce na halowych mistrzostwach Europy w 1971 w Sofii i 4. miejsce na mistrzostwach Europy w 1971 w Helsinkach.
Zdobył srebrny medal na halowych mistrzostwach Europy w 1972 w Grenoble. Osiągnął tę samą wysokość co zwycięzca Wolfgang Nordwig z NRD – 5,40 m, ale potrzebował na to więcej prób. Był to najlepszy wynik w jego karierze (na otwartym stadionie Lagerqvist miał rekord życiowy 5,36 m, uzyskany 15 kwietnia 1972 w Los Angeles).
Zajął 7. miejsce na igrzyskach olimpijskich w 1972 w Monachium. Na halowych mistrzostwach Europy w 1973 w Rotterdamie nie zaliczył żadnej wysokości.
Lagerqvist był mistrzem Szwecji w skoku o tyczce  na otwartym stadionie w 1965 i 1972 oraz w hali w 1966, 1971 i 1974.
Trzykrotnie ustanawiał rekord Szwecji do wyniku 4,93 m (24 czerwca 1967 w Smedjebacken).